# Streptopelia roseogrisea
La tortora dal collare africana (Streptopelia roseogrisea (Sundevall, 1857)) è un uccello della famiglia dei Columbidi.

## Descrizione
Questo uccello è in genere lungo circa 26 cm. La parte superiore del corpo, dalle spalle alla coda, è di un pallido marrone grigiastro, sebbene il bordo dell'ala abbia una sfumatura bluastra. Le piume sono più scure e quasi nere. La testa, il collo e il petto sono sfumati di un colore che va dal rosa al bianco sul mento e sulla pancia. C'è poco dimorfismo sessuale.

## Distribuzione e habitat
Vive nel Sahel, nelle parti settentrionali del Corno d'Africa e nella parte meridionale della penisola arabica.
Il suo habitat naturale solitamente sono le terre aride, anche se si trova intorno alle fonti d'acqua.

## Tassonomia
La tortora dal collare africana è la specie che si ritiene essere l'antenato selvatico della colomba bernese domestica, anche se alcuni suggeriscono che la tortora dal collare eurasiatico (Streptopelia decaocto) possa essere imparentata. La tortora dal collare africano è in grado di ibridarsi con la colomba di Barbary, e si pensa che l'aumento della gamma di colori delle colombe di Barbary disponibili nel secondo Novecento sia stato il risultato dell'importazione di colombe africane dal collare negli Stati Uniti per effettuare degli incroci. Si dice che sia stato introdotto in Nuova Zelanda, ma è più probabile che gli uccelli siano discesi dalle colombe domestiche di Barbary.